# Radio Studio 1
Ne doit pas être confondu avec Radio Studio One.
Radio Studio 1 est une station de radio française généraliste et indépendante locale située à Bitche en Moselle (57). C'est une radio de catégorie B de puissance PAR maximale 1 kW. Son exploitant est la SARL Média 7 .
Elle adhère au groupement Les Indés Radios .

## Historique
Créée en 1983, c'est une des plus vieilles radios locales de France. Radio Studio 1 a connu plusieurs changements [Lesquels ?] durant ses 25 premières années d'existence.

## Organisation

### Direction
M. Jean Claude Picard en est le directeur .

## Diffusion

### Couverture
Radio Studio 1 couvre l'extrême nord-est de la Moselle (le pays de Bitche, Sarreguemines, Sarralbe), la frontière avec l'Alsace, et la frontière avec l'Allemagne en modulation de fréquence sur la fréquence de 105,8 MHz. La radio diffuse également sur Internet.

### Note
1. ↑  Ce groupement en juillet 2013, peut se revendiquer la première audience de France.